# New X-Men: Academy X

New X-Men: Academy X est une série de comics publiée par Marvel Comics. Elle fait suite à la série New Mutants vol.2, publiée en France dans Maximum X-Men par Panini.

## Synopsis
Cette série, tout d'abord commencée sous le titre New Mutants, relate les histoires de mutants adolescents vivant à l'Institut Xavier de Wetchester, dans le comté de New York. Ce fameux établissement a abrité précédemment plusieurs générations de X-Men, des premiers du nom dans la série originale de 1963 aux plus récents Astonishing X-Men.
Après la destruction totale de l'Institut, celui-ci a été entièrement reconstruit et accueille de nombreux nouveaux élèves, répartis en équipes de six, chacune dirigée par un enseignant de l'Institut Xavier.

## Personnages
New X-Men: Academy X est tout particulièrement centrée autour de l'équipe des Nouveaux Mutants dirigée par Danielle Moonstar (qui faisait partie de l'équipe d'origine), composée au départ de :
- Alizé (Wind Dancer) alias Sofia Mantega
- Prodigy alias David Alleyne
- Elixir alias Joshua « Josh » Foley
- Surge alias Noriko « Nori » Ashida
- Giroflée (Wallflower) alias Laurie Collins

Les Nouveaux Mutants ont accueilli par la suite Wither, alias Kevin Ford, qui quitte l'équipe à la fin du no 6 de la série afin de rejoindre les Hellions (autre équipe d'étudiants de l'Institut Xavier, sous la direction d'Emma Frost, qui avait réuni quelques années auparavant les premiers Hellions alors qu'elle était la Reine Blanche du Club des Damnés).
Wither est aussitôt remplacé par Icare (Icarus), alias Joshua « Jay » Guthrie, qui ne se sentait pas à sa place parmi les Hellions et qui a préféré rejoindre les nouvelles classes de Danielle Moonstar. Joshua est d'ailleurs le frère cadet de Rocket, un X-Man qui faisait originellement partie, à l'instar de Dani Moonstar, de la première équipe des Nouveaux Mutants.

### Les nouvelles classes
On ne peut pas véritablement parler d'équipes à cause du grand nombre de personnages, de leur statut secondaire ou trop peu important, et de leur âge (ils sont tous adolescents).
Quand l'école a été ouverte à tous les jeunes mutants, elle s'est rapidement remplie. Les impétrants ont alors été testés et regroupés en classe de six, sous le contrôle d'un conseiller.
Les Nouveaux Mutants de Danielle Moonstar (elle-même ancien membre des Nouveaux Mutants) :
- Alizé (Sofia Mantega)
- Prodigy (David Alleyne)
- Elixir (Josh Foley)
- Surge (Nori Ashida)
- Giroflée (Laurie Collins)
- Icare (Joshua Guthrie), le frère de Rocket.

Les Hellions d'Emma Frost (qui dirigeait les Hellions quand elle faisait partie du Club des Damnés) :
- Hellion (Julian Keller)
- Tag (Brian Cruz)
- Wither (Kevin Ford)
- Mercury (Cessily Kincaid)
- Dust (Sooraya Qadir)
- Rockslide (Santo Vaccaro)

Les Corsaires de Cyclope (en l'honneur de son père Christopher Summers) :
- Les Trois-en-Une (Celeste, Mindy et Phoebe Cuckoo)
- Dryade (Callie Betto)
- Specter (Dallas Gibson)
- Quill (Maxwell Jordan)

L'Escadron Alpha de Karma (tout d'abord dirigé par Véga) :
- Anole (Victor Borkowski)
- Indra (Paras Gavaskar)
- Kidogo (Lazaro Kotikash)
- Rubbermaid (Andrea Margulies)
- Loa (Alani Ryan)
- Network (Sarah Vale)

Les Parangons de Magma :
- Match (Ben Hammil)
- Transe (Hope Abbott)
- Wolf Cub  (Nicholas Gleason)
- Pixie (Megan Gwynn)
- DJ (Mark Sheppard)
- Preview (Jessica Vale)

L'équipe de Gambit :
- Bling (Roxanne Washington)
- Flubber
- Onyxx (Sidney Green)
- Rain Boy
- Fox (il s'agissait en fait de la métamorphe Mystique, infiltrée dans le but de se rapprocher de sa fille adoptive Malicia.

L'équipe de Tornade :
- Nehzno
- d'autres jeunes mutants inconnus.

## D'élèves... à jeunes X-Men
Après le M-Day, la plupart des mutants perdirent leurs pouvoirs. Tous les étudiants touchés à l'Institut Xavier furent renvoyés chez eux pour retrouver une vie normale.
Dans New X-Men #24-27, un bus raccompagnant des élèves fut attaqué par le révérend William Stryker et 42 passagers périrent. Elixir, fou de rage, tua Stryker en le désintégrant.
À la suite de ces tragédies, les X-Men décidèrent de ne conserver que certains élèves pour qu'ils constituent la génération suivante de X-Men, comme l'avaient été les Nouveaux Mutants en leur temps.
Avaient été sélectionnés : 
- Blindfold (Ruth Aldine)
- Dust
- Ink (Eric Gitter)
- Rockslide
- Wolf Cub

Ils furent rejoints par Cipher, Anole, Solar et Danielle Moonstar.
Wolf Cub trouva la mort lors d'une aventure, contre Donald Pierce.
Cette série Young X-Men, commencée en 2008, fut de courte durée (seulement 12 numéros) à cause des faibles ventes.[réf. nécessaire]